# Khwahans flygplats
Khwahans flygplats (dari: میدان هوایی خواهان, Maydan-e hawayi-ye Khwahan) är en flygplats i Afghanistan. Den ligger i distriktet Khwahan, i provinsen Badakhshan, i den nordöstra delen av landet, 400 kilometer norr om huvudstaden Kabul. Flygplatsen ligger 1 010 meter över havet.